# Nicolas De Toth
Nicolas De Toth (* 14. August 1960 in Rom, Italien) ist ein amerikanischer Filmeditor.

## Leben
Der Anfang der 1960er Jahre in Rom geborene Sohn des Hollywood-Regisseurs André De Toth war ab 1991 als Schnittassistent tätig. Als solcher war bis in die 2000er Jahre hinein als so unterschiedlichen Produktionen wie Eye of the Storm (1991), Universal Soldier (1992) und Im Netz der Spinne (2001) beteiligt. 
1993 schrieb und inszenierte er den Film The Ride. Dies blieb bislang sein einziger Ausflug in den Bereich der Regie. 
Die Filmkomödie Dirk and Betty sowie Der 200 Jahre Mann aus dem Jahr 1999 waren seine ersten Produktionen, an denen er als eigenständiger Editor beteiligt war. Es folgten mehr als ein Dutzend weitere Filme sowie einige Fernsehproduktion, von denen rund die Hälfte in das Genre des Actionfilms fallen.

## Filmografie (Auswahl)
- 1999: Der 200 Jahre Mann (Bicentennial Man)
- 2002: Der Anschlag (The Sum of All Fears)
- 2003: Terminator 3 – Rebellion der Maschinen (Terminator 3: Rise of the Machines)
- 2005: Into the Blue
- 2006: Underworld: Evolution
- 2006: Der Pakt (The Covenant)
- 2007: Stirb langsam 4.0 (Live Free or Die Hard)
- 2009: X-Men Origins: Wolverine
- 2010: Gullivers Reisen – Da kommt was Großes auf uns zu (Gulliver's Travels)
- 2012: Das gibt Ärger (This Means War)
- 2013: Stoker – Die Unschuld endet (Stoker)
- 2015: Hitman: Agent 47
- 2015: True Story – Spiel um Macht (True Story)
- 2018: The Commuter
- 2021: Gunpowder Milkshake
- 2022: Obi-Wan Kenobi (Fernsehserie, 3 Folgen)
- 2023: Barber